# 非线性振动学
非线性振动学，振动学的一个分支。
严格来说，一切振动系统都是非线性的。所谓线性振动只是系统在较小运动时的一种近似。
一些非线性特性是材料本身决定的。比如，在小的形变下，钢的应力和形变是可被认为是线性关系，当形变较大时，这个假定不再成立。一个单摆也只是在小角度时才可认为是线性的。另外阻尼与速度成正比也只是一种线性近似。
对于非线性振动的方程，单独的解通常是不重要的，数值分析是一个很重要的方法。